# Astele speciosa
Astele speciosa is een slakkensoort uit de familie van de Calliostomatidae. De wetenschappelijke naam van de soort is voor het eerst geldig gepubliceerd in 1854 door A. Adams in H. Adams & A. Adams.